# Condylostylus bisetosus
Condylostylus bisetosus är en tvåvingeart som beskrevs av Octave Parent 1930. Condylostylus bisetosus ingår i släktet Condylostylus och familjen styltflugor. Inga underarter finns listade i Catalogue of Life.